# Charles Harrelson
Charles Voyde Harrelson (23. července 1938 – 15. března 2007 ADX Florence) byl americký zločinec.

## Život
Narodil se ve městě Huntsville v Texasu a později pracoval jako prodejce encyklopedií v Kalifornii. V roce 1960 byl odsouzen za ozbrojenou loupež. Spolu se svou manželkou Diane Lou Oswaldovou měl tři syny, z nichž dva, hlavně starší Woody, dosáhli velkého úspěchu jako herci (mladší Brett rovněž). Otec rodinu opustil v roce 1968. Právě v tomto roce byl poprvé souzen za vraždu, obětí byl Alan Harry Berg. V září roku 1970 byl porotou zproštěn viny. Jeho další obětí byl Sam Degelia, Jr. V roce 1973 byl odsouzen na patnáct let vězení, ale již roku 1978 byl za dobré chování propuštěn. Zanedlouho se zapletl do další vraždy. Dne 29. května 1979 měl zastřelit okresního soudce Johna H. Wooda, Jr. Byl odsouzen k doživotnímu trestu. Dne 15. března 2007 byl nalezen mrtvý ve své cele ve federální věznici ADX Florence v Coloradu. Příčinou úmrtí byl infarkt myokardu.